# Педикульоз
Педикульо́з (лат. pediculosis, завошивленість) — ектопаразитне захворювання шкіри, породжене вошами.
Згідно місця паразитування вошей виділяють педикульоз:
- платтяний (лат. pediculosis corporis, англ. pediculosis vestimenti, vagabond's disease);
- головний (лат. pediculosis capitis, англ. head lice infestation, nits, cooties);
- лобковий (лат. pediculosis pubis, англ. crabs, pubic lice);

Окрім безпосереднього паразитизму платтяні воші здатні переносити епідемічний висипний тиф, епідемічний поворотний тиф.

## Прояви захворювання
Педикульоз має такі прояви:
- шкірний свербіж у місцях укусів вошей
- дрібні сірувато-блакитні плями на шкірі
- наявність гнид у волоссі

Від моменту зараження до перших ознак хвороби може пройти кілька тижнів.

## Лікування
Існує багато сучасних медичних препаратів для боротьби з вошами: 1. Бензилбензоату емульсія 20% використовується наружно місцево.
2. Перметрін 0.5%-інсектицидний засіб контактної дії, який належить до групи синтетичних піретроїдів. Має педикуліцидну дію, згубно впливає на гниди, личинки і статевозрілі форми головних і лобкових вошей. Порушує проникність натрієвих каналів мембран нервових клітин комах, гальмує процес поляризації (реполяризації) нервової клітини, що призводить до паралізуючого ефекту.

3. Спреї на основі диметикону Нюда Експрес. Розчин просочується глибоко в дихальну систему вошей, личинок та яєць (гнид), зумовлюючи їх удушення. Завдяки фізичному механізму дії, у вошей не може розвиватися резистентність. 
Перший спосіб. Для розчинення хітинової оболонки гнид беруть гарячий 10 % розчин столового оцту, змочують ним вату, начесану на густий гребінь, і ретельно розчісують волосся хворого. Таку процедуру слід робити протягом декількох днів.
Готують суміш з гасу та рослинну олію (порівну), яку накладають на волосяний покрив голови на 8 — 10 годин. Голову вкривають навоскованим папером або шматком поліетилену, поверх якого зав'язують косинку. Через 8 — 10 годин волосся старанно миють гарячою водою з милом.
Другий спосіб. Застосовують одну з хімічних речовин, що знищує статевозрілі воші та гниди. Це можуть бути 0,15 % водно-емульсійний розчин карбофосу, 5 % борну мазь, 0,5 % розчин метилацетофосу, взятий порівну з 10 % спиртовим розчином оцтової кислоти, або розчин ніттифору, або ж 0,25 % водно-емульсійний розчин дикрезилу.
Вагітним жінкам і дітям до 5 років застосування карбофосу протипоказане.
Розчин однієї із згаданих вище речовин накладають на волосся, поверх накладають навоскований папір або шматок поліетилену і зав'язують косинкою. Тримають протягом 20 хв. Далі волосся миють теплою водою з милом, потім 6 % розчином оцту. Після закінчення цієї процедури волосся розчісують густим гребінцем, щоб видалити воші, що загинули.
Третій спосіб. Волосся намилюють дустовим милом; піну тримають на голові протягом 1 год. Оскільки при цьому гниди залишаються неушкодженими, після промивання мильної піни гарячою водою їх змочують 30 % розчином оцту, зав'язують косинкою на 30 хвилин. Потім волосся промивають та розчісують густим гребінцем.
Боротьба з лобковою вошею. Найкращим способом боротьби з лобковою вошею є гоління волосся з наступним його спаленням. Тіло миють гарячою водою з милом. Після цього на місці ураження змазують або 5 — 10 % сірою ртутною маззю.